# Évêché titulaire d'Arathia
Arathia était un ancien Siège titulaire de l'Église catholique romaine.
Il prend sa source dans l'ancien évêché du même nom, qui était situé dans la province romaine de Cappadocia prima  à l'est de la Turquie actuelle.
Ce premier évêché, établi au IXe siècle, était suffragant de Césarée.
Après 1853, il ne fut plus nommé d'évêques titulaires.
| Évêques titulaires d'Arathia |                                |                                                    |                   |                  |
| Numéro                       | Nom                            | Administration                                     | de                | à                |
| 1                            | Richard Lincoln                |                                                    | 21 novembre 1755  | 21 juin 1757     |
| 2                            | Toussaint Duvernin             |                                                    | 23 mai 1757       | 8 août 1785      |
| 3                            | Andrzej Chołoniewski (pl)      | Évêque auxiliaire à Vilnius (Lituanie)             | 20 août 1804      | 1819             |
| 4                            | Józef Marceli Dzięcielski (pl) | Évêque auxiliaire à Kujawien-Kalisz (Pologne)      | 17 décembre 1819  | 19 décembre 1825 |
| 5                            | Francis Patrick Kenrick        | Évêque coadjuteur de Philadelphie (États-Unis)     | 26 février 1830   | 22 avril 1842    |
| 6                            | Simplicien Duboize             | Vicaire apostolique des Îles Sandwich (États-Unis) | 18 juillet 1844   | 30 août 1846     |
| 7                            | Louis-Désiré Maigret           | Vicaire apostolique des Îles Sandwich (États-Unis) | 11 septembre 1846 | 11 juin 1882     |
| 8                            | Alexandre-Antonin Taché OMI    | Évêque coadjuteur de Saint-Boniface (Canada)       | 14 juin 1850      | 7 juin 1853      |